# Quận Granville, North Carolina
Quận Granville là một quận nằm ở bang Bắc Carolina.  Tại thời điểm năm 2000, quận có dân số 48.498 người. Quận lỵ đóng ở Oxford6.
Quận được lập ngày năm 1746 từ quận Edgecombe. Quận được đặt tên theo John Carteret, 2nd Earl Granville.
Năm 1752, một số khu vực của Granville, quận Bladen, và quận Johnston được hợp nhất để lập quận Orange. Năm 1764, phần phía đông quận Granville trở thành quận Bute. Cuối cùng, năm 1881 một số khu vực của Granville, quận Franklin, và quận Warren đã được hợp nhất để lập quận Vance.

## Địa lý
Theo Cục điều tra dân số Hoa Kỳ, quận có tổng diện tích 537 dặm Anh vuông (1.390 km²), trong đó, 531 dặm Anh vuông (1.376 km²) là diện tích đất và 5 dặm Anh vuông (14 km²) trong tổng diện tích (1.02%) là diện tích mặt nước.

### Các thị trấn
Quận được chia thành 9 thị trấn: Brassfield, Dutchville, Fishing Creek, Oak Hill, Oxford, Salem, Sassafras Fork, Tally Ho, và Walnut Grove.

### Các quận giáp ranh
- Quận Mecklenburg, Virginia - Bắc
- Quận Vance, Bắc Carolina - Đông
- Quận Franklin, Bắc Carolina - Đông nam
- Quận Wake, Bắc Carolina - Nam
- Quận Durham, Bắc Carolina - Tây nam
- Quận Person, Bắc Carolina - Tây
- Quận Halifax, Virginia - Bắc-tây bắc

## Thông tin nhân khẩu
Theo cuộc điều tra dân số2 of 2005, có 53.674 người, 16.654 hộ, và 12.040 gia đình sinh sống trong quận này. Mật độ dân số là 91 người trên mỗi dặm Anh vuông (35/km²). Đã có 17.896 đơn vị nhà ở với một mật độ bình quân là 34 trên mỗi dặm Anh vuông (13/km²).  Cơ cấu chủng tộc của dân cư sinh sống tại quận này gồm 59,3% người da trắng, 34,9% người da đen hoặc người Mỹ gốc Phi, 0,46% người thổ dân châu Mỹ, 0,36% người gốc châu Á, 0,02% người các đảo Thái Bình Dương, 2,43% từ các chủng tộc khác, và 1,06% từ hai hay nhiều chủng tộc.  4,00% dân số là người Hispanic hoặc người Latin thuộc bất cứ chủng tộc nào.
Có 16,654 hộ trong đó có 33,30% có con cái dưới tuổi 18 sống chung với họ, 53,10% là những cặp kết hôn sinh sống với nhau, 15,00% có một chủ hộ là nữ không có chồng sống cùng, và 27,70% là không gia đình. 23,90% trong tất cả các hộ gồm các cá nhân và 9,00% có người sinh sống một mình và có độ tuổi 65 tuổi hay già hơn.  Quy mô trung bình của hộ là 2,58 còn quy mô trung bình của gia đình là 3,05,
Phân bố độ tuổi của cư dân sinh sống trong huyện là 23,90% dưới độ tuổi 18, 8,50% từ 18 đến 24, 33,30% từ 25 đến 44, 22,80% từ 45 đến 64, và 11,40% người có độ tuổi 65 tuổi hay già hơn.  Độ tuổi trung bình là 36 tuổi. Cứ mỗi 100 nữ giới thì có 110,70 nam giới. Cứ mỗi 100 nữ giới có độ tuổi 18 và lớn hơn thì, có 111,30 nam giới.
Thu nhập bình quân của một hộ ở quận này là $39.965, và thu nhập bình quân của một gia đình ở quận này là $46.013, Nam giới có thu nhập bình quân $30.418 so với mức thu nhập $24.840 đối với nữ giới. Thu nhập bình quân đầu người của quận là $17,118, Khoảng 9,00% gia đình và 11,70% dân số sống dưới ngưỡng nghèo, bao gồm 15,20% những người có độ tuổi 18 và 14,10% là những người 65 tuổi hoặc già hơn.

## Thành phố và thị xã
- Butner
- Creedmoor
- Oxford
- Stem
- Stovall

## Các cộng đồng không hợp nhất
- Lewis